# Леонтович Михайло Олександрович
Михайло Олександрович Леонтович (22 лютого (7 березня) 1903, Петербург, Російська імперія — 30 березня 1981, Москва, РРФСР) — російський радянський фізик, академік АН СРСР (1946); автор робіт із фізики плазми, радіофізики. Лауреат Ленінської премії (1958), золотої медалі ім. О. С. Попова АН СРСР (1952). Правозахисник.
Народився в сім'ї українського фізіолога (в майбутньому академіка АН УРСР), викладача Київського університету Олександра Васильовича Леонтовича та лікарки-окулістки Віри Вікторівни Кирпичової. Онук Віктора Кирпичова та племінник Михайла Кирпичова.

## Життєппис
У 1920—1025 рр. працював у Комісії з дослідження Курської магнітної аномалії.
У 1923 р. закінчив фізичне відділення фізико-математичного факультету Московського університету. у 1925—1928 рр. навчався в аспірантурі (керівник академік Л. І. Мандельштам).
З 1927 р. працював у цьому виші (з перервами). У 1927—1934 рр. — співробітник Науково-дослідного інституту фізики, у 1940—1946 рр. — завідувач кафедри оптики (з перервою від початку війни до свого повернення з евакуації), у 1954—1971 рр. — завідувач кафедри електродинаміки та квантової теорії.
Від 1935 р. — доктор фізико-математичних наук (без захисту дисертації, за сукупністю робот), у 1946—1981 рр. — професор.
У 1934—1941 і 1946—1952 роках працював у Фізичному інституті Академії наук СРСР: від 1934 р. — старший науковий співробітник, від 1947 р. — завідувач лабораторії коливань; від 1951 р. — керував теоретичними дослідженнями з термоядерного синтезу в Інституті атомної енергії (обидва — Москва).
На початку німецько-радянської війни разом із ФІАНом евакуювався в Казань. В червні 1942 р. повернувся до Москви для участі в оборонних роботах. У роки війни займався дослідженнями в галузі радіолокації.
Водночас у 1946—1954 рр. викладав у Московському інженерно-фізичному інституті, від 1949 р. — завідувач кафедри теоретичної фізики.
Одночасно у 1947—1950 рр. завідує редакцією фізики у Видавництві іноземної літератури.
Член-кореспондент АН СРСР (1939), академік (1946).
Помер 30 березня 1981 р. Похований на Кунцевському кладовищі у Москві.

## Наукові досягнення
Наукові праці у галузях електродинаміки, фізичної оптики, статистичної фізики, термодинаміки, квантової механіки, теорії коливань, акустики, радіофізики, фізики плазми та проблем керованого термоядерного синтезу. У кожному з цих розділів отримав значущі наукові результати.
Йому належить низка ключових фізичних ідей і досліджень з динаміки плазми: теорія утримання і стабілізації плазмового шнура струмами Фуко, які індукуються в провідному кожусі, ідеї та перші дослідження зі стійкості плазми зі струмом у магнітному полі, динаміка інерційного плазмового шнура.
Став ініціатором і активним учасником багатьох робіт у галузі керованого термоядерного синтезу. Йому належить низка фундаментальних фізичних ідей, зокрема, з основ теорії термоядерного реактора — токамака. У 1953 р. він створив теорію інерційного стиснення плазми зі струмом. Його ідеї про врівноваження тороїдального розтягування плазми зі струмом за допомогою провідного кожуха і про стабілізацію плазмового витка сильним магнітним полем лежать в основі системи «Токамак». У 1958 р. за дослідження потужних імпульсних розрядів у газі для отримання високотемпературної плазми Леонтович із колективом співробітників був удостоєний Ленінської премії.
Створив школу радіофізиків.
Розвинув теорію тунельного ефекту (разом з Леонідом Мандельштамом). Запропонував загальний метод вивчення явищ дисипації у твердих тілах. Досліджував поширення радіохвиль над поверхнею Землі (разом з Володимиром Фоком). Встановив взаємозв'язок між кореляцією флуктуацій струму в середовищі та її провідністю (разом з Сергієм Ритовим)

## Нагороди
- Золота медаль імені Олександра Попова Академії наук СРСР (1952).
- Лауреат Ленінської премії (1958).
- Герой Соціалістичної Праці (1969).
- Три ордени Леніна (1953, 1963, 1969)[3]
- П'ять орденів Трудового Червоного Прапора (1944, 1945, 1954, 1956, 1975)[3]

## Громадянська позиція
У 1955 р. підписав «Лист трьохсот».
У 1966 р. підписав лист 25-ти діячів культури й науки генеральному секретарю ЦК КПРС Л. І. Брежнєву проти реабілітації Сталіна.
13 травня 1970 разом із А. Д. Сахаровим, В. Ф. Турчиним, В.M. Чалідзе звертався до Генерального прокурора СРСР Руденка зі «Скаргою в порядку нагляду» на ухвалу Ташкентського міськсуду і Верховного суду УзССР у справі Петра Григоренка. Відомості про реакцію прокурора відсутні.